# 线尾锥齿鲷
线尾锥齿鲷（学名：Pentapus setosus）为锥齿鲷科锥齿鲷属的鱼类，俗名线尾鲷。分布于印度洋与太平洋西部至澳大利亚以及西沙群岛海域、广西、广东沿海等。